# KTM X-Bow
KTM X-Bow (англ. Crossbow — Арбалет) — спортивный автомобиль, произведенный австрийской компанией KTM. Это первый серийный автомобиль данной компании, которая получила известность как производитель мотоциклов. Его первый показ прошёл на Женевском автошоу в 2008 году. Дорожная версия X-Bow была разработана совместно с KISKA, Audi, и Dallara.

## Спецификации
KTM разработала свои дорожные автомобили X-Bow в сотрудничестве с дизайнерской студией KISKA, Audi и Dallara. В них используется монокок из углеродного волокна.
В X-Bow используется 2,0-литровый рядный четырехцилиндровый двигатель с турбонаддувом, расположенный поперечно, от Audi, мощностью 237 л. с. при 5500 об/мин, и с крутящим моментом 310 Н·м при 2000-5500 об/мин В модели X-Bow R 2011 года и в последующих моделях, рядная четверка Audi дополнительно настроена на мощность 300 л. с. и крутящий момент 400 Н·м при 3300 об/мин. Для X-Bow были доступны два варианта трансмиссии: 6-ступенчатая механическая коробка передач или 6-ступенчатая секвентальная коробка передач Holinger с двойным сцеплением. Передние шины 205/45 ZR17, задние шины 235/40 ZR18. X-Bow оснащен тормозами Brembo с дисками диаметром 305 мм спереди и диаметром 262 мм сзади. X-Bow был способен разгоняться с нуля до 100 км/ч за 3,9 секунды. Его максимальная скорость составляет 217 км/ч. Для моделей GTX, GT2 Concept и GT-XR X-Bow использует 2,5-литровый 16-клапанный двигатель Audi TFSI I5, заимствованный у Audi RS3.
Первоначально KTM планировала производить 500 единиц в год, однако компания увеличила производство до 1000 автомобилей в год и построила новый завод недалеко от Граца из-за высокого спроса.

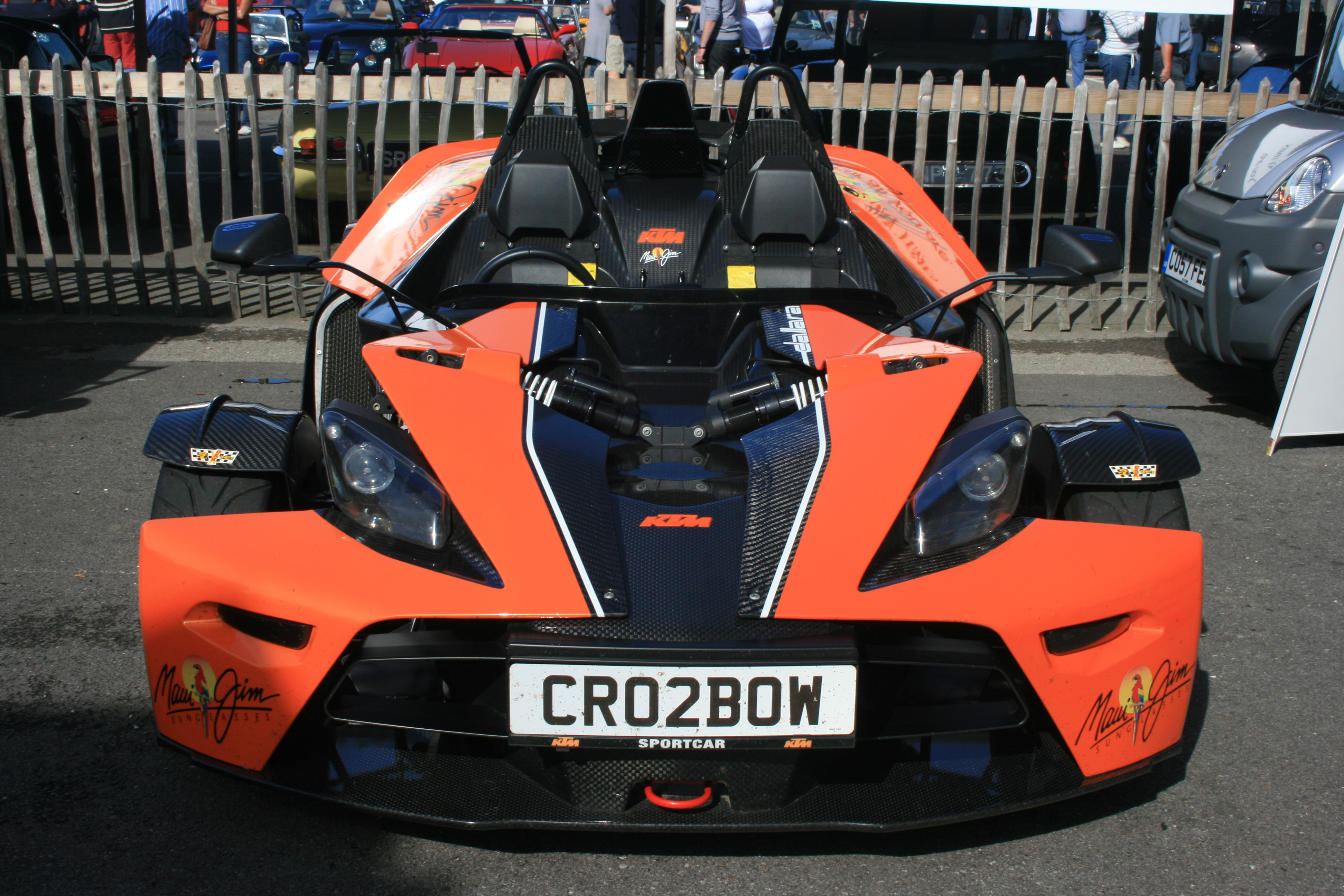
Вид спереди
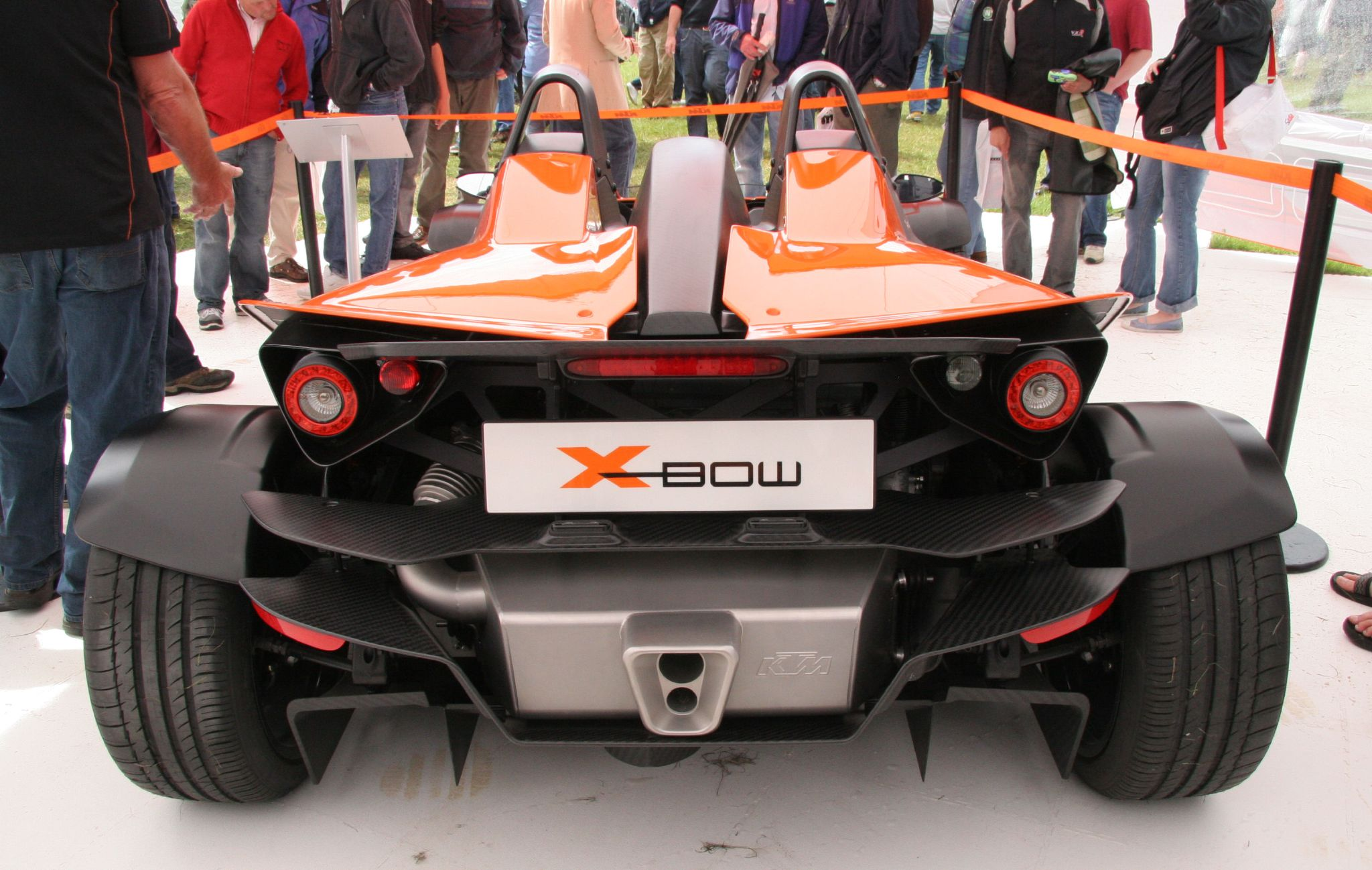
Вид сзади
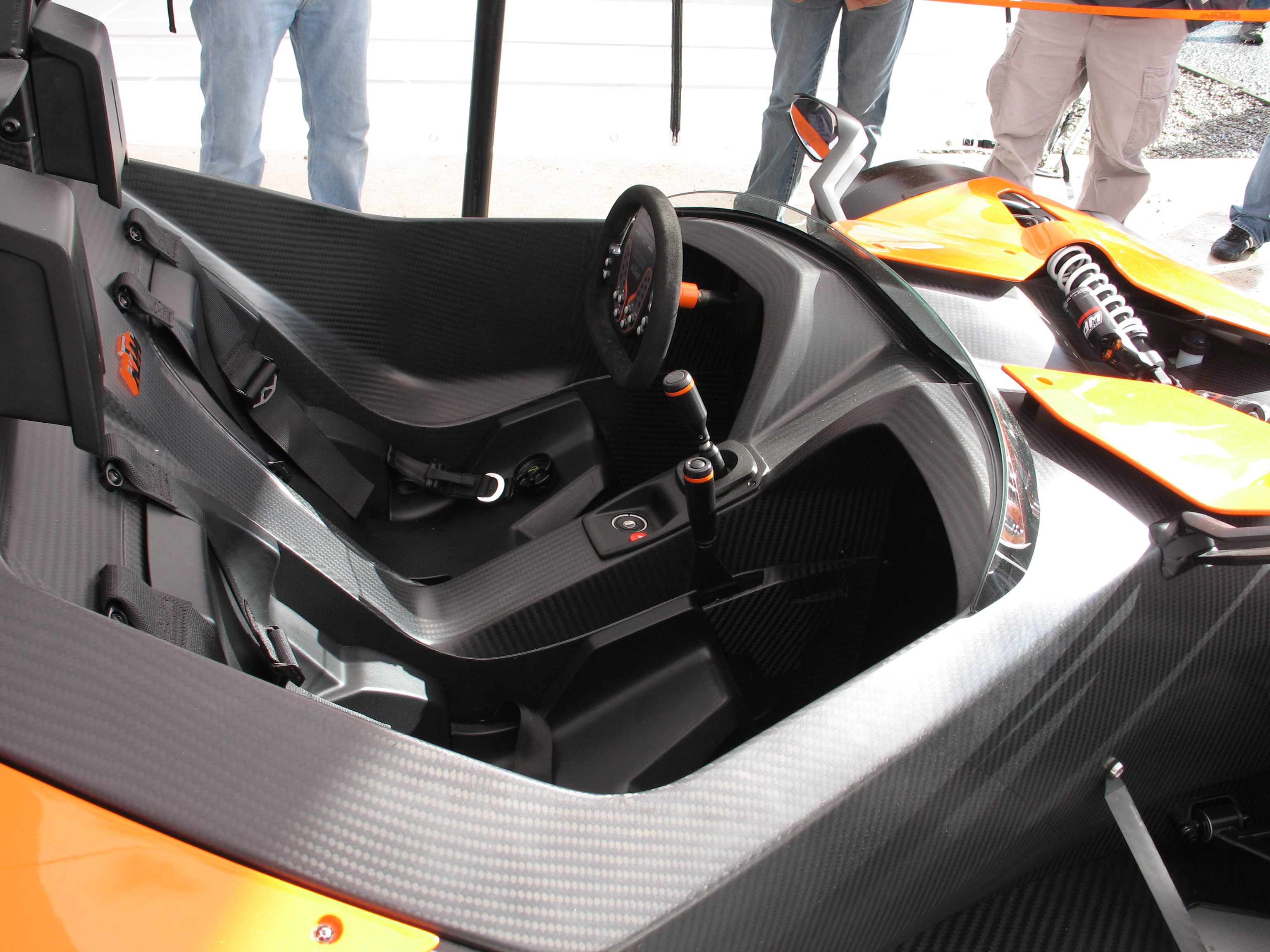
Салон

## Модели

### X-Bow
Первая версия KTM X-Bow была представлена на Женевском автосалоне 2008 года. С тех пор после выпуска X-Bow было выпущено несколько моделей.

### X-Bow R
X-Bow R — обновлённая версия оригинального X-Bow. Рядный четырехцилиндровый двигатель Audi мощнее, чем от оригинального X-Bow, и настроен на мощность 300 л. с. и 400 Н·м. Позже X-Bow R стал доступен для рынка США в 2019 году и был выпущен как KTM X-Bow Comp R. Однако в отличие от стандартного X-Bow, Comp R предназначен исключительно для гонок.

### X-Bow RR
X-Bow RR — высокопроизводительная версия X-Bow.

### X-Bow GT

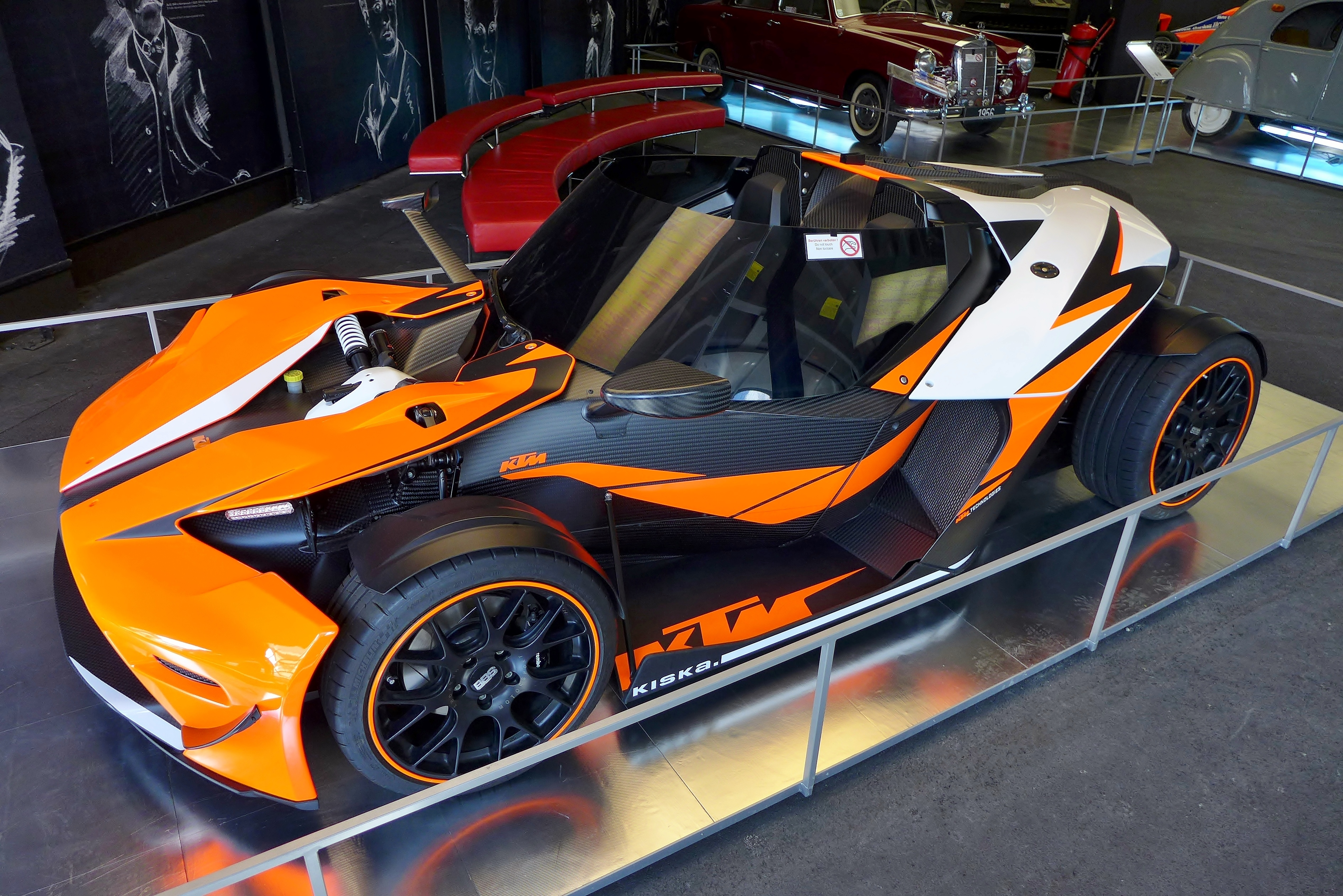
X-Bow GT на выставке

X-Bow GT — усовершенствованная модель X-Bow. Автомобиль уже содержит лобовое стекло и боковые окна для водителя и пассажира. Автомобиль имеет ту же мощность, что и стандартная модель, и использует 6-ступенчатую механическую коробку передач. Вес немного больше — 847 кг из-за добавления ветрового стекла и окон, что приводит к немного более медленному разгону 0-100 км/ч за 4,1 секунды, а также другому весу. Распределение массы: 38:62. Дорожный просвет увеличился на 10 мм. У X-Bow GT есть багажник объемом 50 литров, а его центральная консоль была изменена для размещения климат-контроля, регулировки стеклоочистителей, омывателя и системы обогрева ветрового стекла.

### X-Bow GTX
X-Bow GTX — чисто гоночная модификация автомобиля с удлиненной колесной базой, выпущенная в 2020 году и изготовленная в сотрудничестве с Reiter Engineering. Эстетически дизайн сильно отличается от стандартного X-Bow, также как и двигатель — в автомобиле используется 2,5-литровый 20-клапанный двигатель Audi TFSI I5, заимствованный у Audi RS3. 6-ступенчатая секвентальная коробка передач Holinger и монокок из углеродного волокна сохранены. Рядный 5-цилиндровый двигатель получил ряд модернизаций для гонок, в том числе модернизацию системы управления двигателем, клапанов впрыска, перепускного клапана, впуска и выпуска. Блок предохранителей произведён дочерней компанией Reiter, Sareni United. Он также поставляется с полностью электрическим усилителем руля.

### X-Bow GT-XR
X-Bow GT-XR — модель X-Bow с длинной колесной базой, основанная на трековых гоночных автомобилях GTX и GT2 Concept, созданная в сотрудничестве с Reiter Engineering. Автомобиль оснащён 2,5-литровым 16-клапанным двигателем Audi TFSI I5 от GTX, который развивает мощность в 493 л. с. и 582 Н·м крутящего момента, и доставляет мощь на колеса с помощью семиступенчатой DSG. GT-XR также оснащен 95-литровым топливным баком. В результате более совершенной конструкции автомобиля по сравнению с моделями X-Bow с более короткой колесной базой, это самый тяжелый автомобиль в линейке с сухой массой 1250 кг при соотношении веса 44:56. Заводское время разгона от 0 до 100 км/ч составляет 3,4 секунды, а максимальная скорость составляет 280 км/ч.